# Fritz Lachmund
Fritz Lachmund (* 23. Februar 1911 in Hamburg; † 1. November 1997 ebenda) war ein deutscher Autor, Heimatforscher und Sammler historischer Hamburger Bilddokumente.

## Leben

Stereoskopie aus der „Sammlung Lachmund“: Dreyfuss auf der Teufelsinsel, 1898;
^{Foto oder Vertrieb durch F. Hamel, Altona-Hamburg, New York, Chicago, Philadelphia}

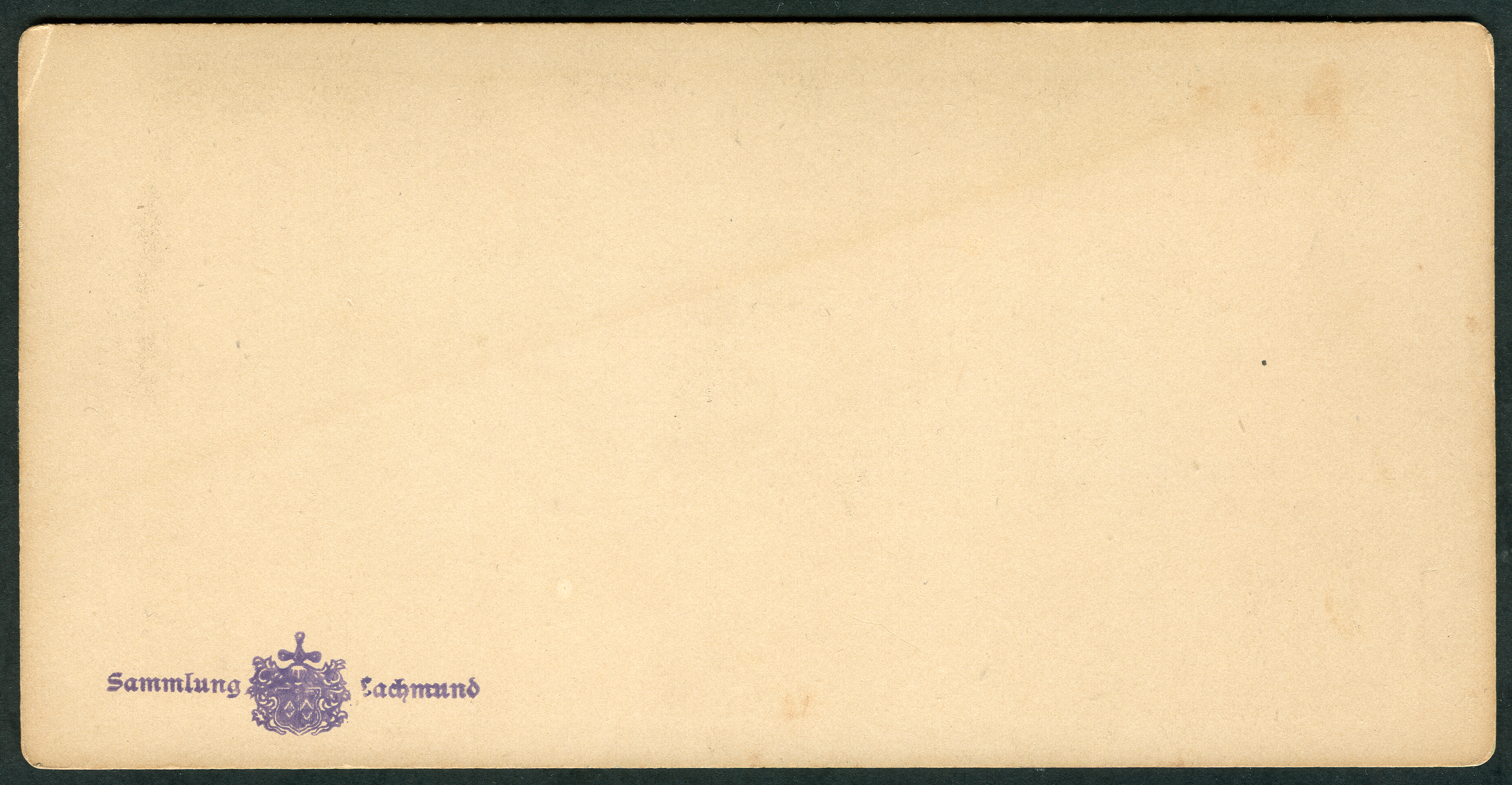
Revers der Stereokarte mit Stempel „Sammlung Lachmund“

Bereits im Alter von zehn Jahren wurde Lachmunds Sammlerinteresse geweckt, als er ein Album mit Ansichtskarten geschenkt bekam. So begann er schon früh mit der Sammlung historischer Fotografien und Postkarten mit Motiven aus Hamburg. Er absolvierte eine Lehre als Maler und besuchte die Gewerbeschule. 1930 erhielt er ein Stipendium, das ihm für vier Semester den Besuch der Kunstgewerbeschule am Lerchenfeld ermöglichte. In dieser Zeit begann er selbst Stadtansichten zu zeichnen und zu fotografieren. Durch Bombenangriffe auf Hamburg im Zweiten Weltkrieg wurde 1943 Lachmunds gesamte Sammlung zerstört, die zu diesem Zeitpunkt aus etwa 8.000 Fotografien, einigen tausend Ansichtskarten sowie Aquarellen und Zeichnungen bestand.

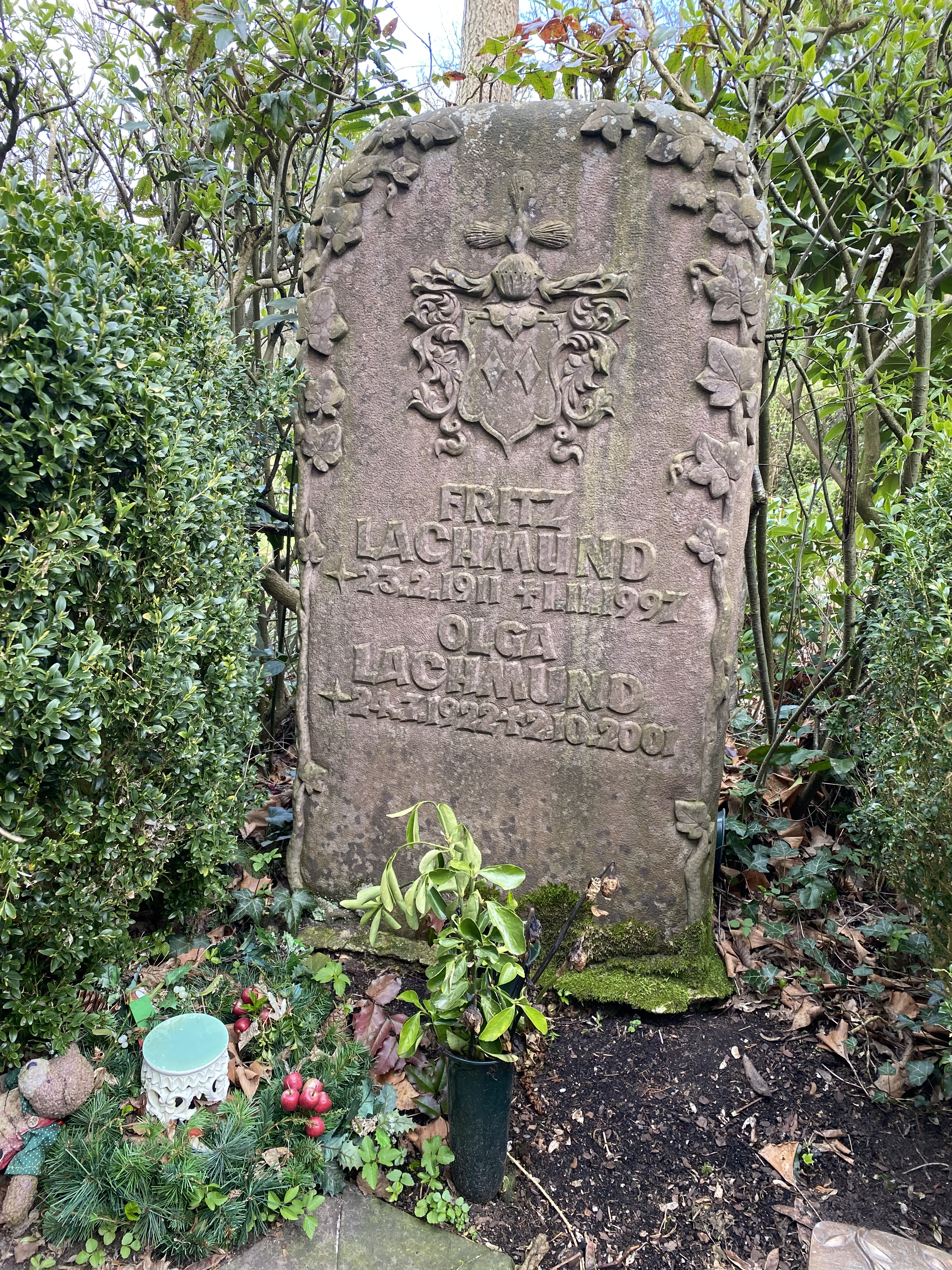
Grabstätte auf dem Friedhof Blankenese

Nach Kriegsende kehrte Lachmund im Herbst 1945 aus britischer Kriegsgefangenschaft nach Hamburg zurück und begann im selben Jahr erneut mit seiner Sammlertätigkeit. Zudem fing er an, Vorträge zu halten und organisierte Ausstellungen. 1962 veröffentlichte Lachmund sein erstes Buch Seinerzeit zur Kaiserzeit und nach zwei Jahren erschien der Band Alt-Altona. Weitere Veröffentlichungen zur Geschichte Hamburgs sowie zur Geschichte der Fotografie folgten.
Er archivierte rund 40.000 Postkarten sowie 20.000 Fotografien, darunter seltene Kalotypien des Fotografen Charles Fuchs aus der Zeit vor 1860. Hinzu kamen etwa 150.000 Bildmotive aus Zeitungen, Zeitschriften und Büchern. Lachmunds Sammlung zählte zu den bedeutendsten Bildsammlungen Hamburgs und wurde nach dessen Tod verkauft.
Fritz Lachmund wurde auf dem Friedhof Blankenese beigesetzt.